# Orla (Barycz)
Die Orla (deutsch Horle, Hurle oder Horla) ist ein Fluss in Westpolen. Er ist der größte rechte Nebenfluss der Barycz (Bartsch) mit einer Länge von 95,1 km und einem Einzugsgebiet von 1601 km². Die Orla fließt in das südliche Tiefland von Großpolen und in die Obniżenie Milicko-Głogowskie (Militisch-Glogauer-Niederung) in der Woiwodschaft Niederschlesien.
In der zweiten Hälfte des 16. und im 17. Jahrhundert wurde der Grenzwald an beiden Ufern der Orla auf der großpolnischen Seite der Staatsgrenze meistens von slawisch- bzw. polnischsprachigen Schlesiern, siehe Hazaken, brandgerodet und besiedelt.

## Hydrologie
Der Fluss entspringt im Dorf Koźminiec in der Wysoczyzna Kaliska  aus einer Quelle in 155 m Höhe über dem Meeresspiegel, fließt dann durch das Żmigrodzkatal (Trachenberger Becken) und mündet nach 34,6 km westlich von Wąsosz (Herrnstadt) auf einer Höhe von 83 m über dem Meeresspiegel in die Barycz.
Das Einzugsgebiet der Orla liegt an der Grenze der Woiwodschaften Großpolen und Niederschlesien. Es ist ein landwirtschaftliches Gebiet, in dem Ackerland mit einer geringen Anzahl von Wäldern und Waldflächen vorherrscht.
Hauptzuflüsse der Orla sind:
- links: Czarna Woda, Żydowski Potok, Borownica, Orla Leniwa, Wilczyna;
- rechts: Radyca (Rździeca), Szpatnica (Stara Orla), Dąbroczna (Dąbrocznia), Masłówka.

Wichtige Städte entlang der Orla sind Koźmin Wielkopolski, Jutrosin, Korzeńsko und Wąsosz.